# Репьёвский сельсовет (Оренбургская область)
Репьёвский сельсовет — сельское поселение в Тюльганском районе Оренбургской области Российской Федерации.
Административный центр — село Репьёвка.

## История
Статус и границы сельского поселения установлены Законом Оренбургской области от 2 сентября 2004 года № 1424/211-III-ОЗ «О наделении муниципальных образований Оренбургской области статусом муниципального района, городского округа, городского поселения, установлении и изменении границ муниципальных образований».

## Население
| 2010 | 2012 | 2013 | 2014 | 2015 | 2016 | 2017 |
| ---- | ---- | ---- | ---- | ---- | ---- | ---- |
| 570  | ↗575 | ↘569 | ↘552 | ↘525 | ↘504 | ↘499 |
| 2018 | 2019 | 2020 | 2021 |      |      |      |
| ↘486 | ↘466 | ↘447 | ↘422 |      |      |      |

## Состав сельского поселения
| № | Населённый пункт | Тип населённого пункта       | Население |
| - | ---------------- | ---------------------------- | --------- |
| 1 | Козловка         | село                         | 129       |
| 2 | Репьёвка         | село, административный центр | 441       |